# 袁邵
袁邵（？年—？年），曹魏末西晉初時兗州東郡人，官至益州刺史。

## 生平
袁邵在蜀漢滅亡後於咸熙元年（西元264年）接任益州刺史。任內曾提拔常忌及段宗仲。
後袁邵因擅自修治城池而被徵回朝廷治罪，常忌前往洛陽相國府，陳述袁邵撫卹有方，取得當時相國司馬昭的認可，而後讓袁邵繼續擔任益州刺史之職。